# Инкубация икры во рту

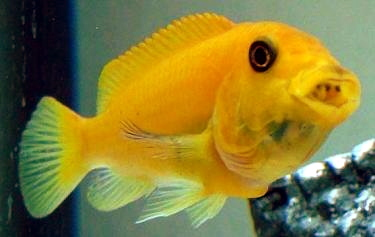
Псевдотрофеус-зебра (Maylandia zebra)

Инкубация икры во рту — способ вынашивания потомства, свойственный некоторым видам рыб и амфибий.
Недостатком вынашивания икры и потомства во рту является небольшое количество икринок. Преимущества такого способа воспроизводства заключаются в возможности быстрой смены месторасположения гнезда в случае возникновения угрозы и в экономии жизненной энергии самки, инкубирующей икру во рту, за счёт уменьшения количества производимых икринок.
Яркими представителями рыб, инкубирующих икру во рту, являются многие африканские цихлиды.